# Zwergkleintenrek
Der Zwergkleintenrek (Microgale parvula) oder Zwergkleintanrek ist eine Säugetierart aus der Gattung der Kleintenreks innerhalb der Familie der Tenreks. Er stellt einen der kleinsten Vertreter der Gattung dar, wie alle anderen Angehörigen zeichnet er sich durch einen spindelförmigen Körper, kräftige Gliedmaßen und einen schmalen, vorn spitz endenden Kopf aus. Der Schwanz entspricht in etwa der Körperlänge, die Fellfärbung ist allgemein dunkel. Die Tiere sind weit über das östliche Madagaskar verbreitet und bewohnen die tropischen Regenwälder von den Flachlandgebieten bis zu den hohen Gebirgsstufen. Die Höhenreichweite des Zwergkleintenreks ist eine der ausgedehntesten innerhalb der Kleintenreks. Über die Lebensweise der Art liegen nur begrenzt Informationen vor. Sie wurde im Jahr 1934 wissenschaftlich erstbeschrieben. Für die nächsten 50 Jahre war der Zwergkleintenrek nur anhand des Typusexemplars aus dem äußersten Norden Madagaskars bekannt. Erst seit dem Ende der 1980er Jahre wurden nach und nach weitere Tiere in verschiedenen Regionen der Insel entdeckt. Der Bestand wird als nicht gefährdet angesehen.

## Merkmale

### Habitus
Der Zwergkleintenrek ist neben dem Gnomkleintenrek (Microgale pusilla) der kleinste Vertreter der Tenreks und eines der kleinsten bekannten Säugetiere überhaupt. Allgemein wird für die Tiere eine Gesamtlänge von 11,0 bis 12,8 cm, eine Kopf-Rumpf-Länge von 5,0 bis 6,4 cm und eine Schwanzlänge von 4,7 bis 6,6 cm angegeben, das Gewicht variiert von 2,1 bis 4,1 g. Untersuchungen an fünf Individuen aus dem Anosyenne-Gebirge im Südosten von Madagaskar ergaben eine Kopf-Rumpf-Länge von 5,0 bis 6,5 cm, eine Schwanzlänge von 5,8 bis 6,5 cm und ein Körpergewicht von 3,2 bis 4,7 g. Für weitere sechs Tiere aus dem weiter nördlich gelegenen Andringitra-Gebirge liegen die entsprechenden Werte bei 5,4 bis 6,4 cm beziehungsweise bei 5,5 bis 6,6 cm und bei 2,8 bis 3,9 g. Demgegenüber wiesen zehn analysierte Individuen vom Anjanaharibe- und vom Marojejy-Massiv im Norden der Insel eine Körperlänge von 5,0 bis 6,2 cm, eine Schwanzlänge von 5,1 bis 6,6 cm und ein Gewicht von 3,0 bis 4,1 g auf. Wie alle Kleintenreks zeichnet sich auch der Zwergkleinternek durch einen spindelförmigen Körper mit kurzen, kräftigen Gliedmaßen und einen langschmalen, vorn spitz zulaufenden Kopf aus. Die Ohren messen 8 bis 10 mm in der Länge, der Schwanz erreicht etwa die Ausmaße des übrigen Körpers. Das Rückenfell ist dunkelgraubraun gefärbt, Einzelhaare besitzen graue Basen, orangefarbene bis rötlich getönte obere Schaftabschnitte und braune Spitzen. Leithaare sind etwas abgeplattet, ähneln in ihrer Farbgebung  aber den anderen Einzelhaaren ohne den rötlichen Schaftbereich. Die Bauchseite erscheint dunkelgraubraun. Hier zeigen Einzelhaare ebenfalls graue Basen, aber bräunliche, rötliche bis gelblichbraune Spitzen. An den Seiten geht die Fellfärbung des Rückens graduell in die der Unterseite über. Der Schwanz hat eine einheitlich dunkelgraubraune Tönung, er zeichnet sich durch eine schuppige Textur aus. Die Haare des Schwanzfells sind kurz und weisen die Länge von etwa zweieinhalb bis drei Schuppenreihen auf, so dass die Schwanzschuppen deutlich sichtbar sind. Vorder- und Hinterbeine enden in jeweils fünfstrahlige Hände und Füße mit kräftigen Krallen. Die Farbe der Hände und Füße entspricht jener des Schwanzes. Die Hinterfußlänge liegt bei 9 bis 11 mm. Weibchen besitzen ein Paar an Zitzen in der Brust- und/oder Bauchgegend sowie zwei Paare in der Leistengegend, unter Umständen sind auch nur zwei Zitzenpaare in der Leistenregion ausgebildet.

### Schädel- und Gebissmerkmale
Der Schädel ist klein und grazil gebaut, die größte Länge beträgt 15,5 bis 17,1 mm, die größte Breite am Hirnschädel variiert von 6,4 bis 6,9 mm. Das Rostrum wirkt schlank und durch den nach hinten versetzten Ansatz des Jochbogens zwischen dem zweiten und dritten Molaren lang. Der Jochbogen selbst ist nicht vollständig ausgebildet, der vordere Bogenansatz reicht nach hinten nicht über den letzten Mahlzahn hinaus. Der hintere Schädelbereich zeigt sich im Verhältnis zur Schädelbreite flach und ebenfalls lang. Das Stirnbein und das Hinterhauptsbein sind im Vergleich zum Scheitelbein relativ groß. Die Gelenkflächen zum Ansatz der Halswirbelsäule am Hinterhauptsbein haben eine leicht nach oben versetzte Lage und ragen prominent hervor.
Das Gebiss umfasst 40 Zähne, die Zahnformel lautet: {\displaystyle {\frac {3.1.3.3}{3.1.3.3}}}. Zwischen dem ersten Schneidezahn (I1) und dem zweiten Prämolaren (P3) sind in der oberen Zahnreihe kurze Diastemata ausgebildet, Ausnahmen bilden der zweite und dritte Schneidezahn, die eng zusammenstehen. Im Unterkiefer besteht eine Zahnlücke nur zwischen dem Eckzahn und dem ersten Prämolaren (P2). Alle vorderen Zähne haben zusätzliche kleine Höckerchen an der Zahnkrone ausgebildet, die jeweils hinter der Hauptspitze liegen. Allerdings weisen die oberen vorderen Zähne vom zweiten Schneidezahn bis zum Eckzahn auch ein vorderes Höckerchen auf. Die hinterste obere Prämolar ähnelt stark den nachfolgenden Molaren. Diese zeigen eine zalambdodonte Kauflächenstruktur mit drei Haupthöckerchen. Im Oberkiefer ist der dritte Mahlzahn in seiner Größe reduziert. Die obere Zahnreihe wird 6,9 bis 7,8 mm lang.

## Verbreitung

Verbreitungsgebiet des Zwergkleintenreks

Der Zwergkleintenrek kommt endemisch in Madagaskar vor. Er ist dort in einem mehr oder weniger breiten Streifen über die östliche Inselhälfte verbreitet. Zu den bedeutendsten Fundgebieten gehören im Norden die Montagne d’Ambre, die Bergmassive von Anjanaharibe und von Marojejy sowie das dazwischen liegende Waldgebiet von Ambolokopatrika-Antsahamihitsitso, ebenso wie das sich südlich anschließende Waldgebiet von Makira wie auch die östlich gelegene Halbinsel Masoala, alle in der Provinz Antsiranana, und das Tsaratanana-Massiv mit dem höchsten Punkt der Insel in der Provinz Mahajanga. Im zentral-östlichen Inselteil sind das Waldgebiet von Andrivola in der Provinz Toamasina und der Waldkorridor von Anjozorobe-Angavo im Grenzgebiet der Provinzen Toamasina und Antananarivo hervorzuheben. Südliche Verbreitungsschwerpunkte finden sich im Waldgebiet von Ankazomivady sowie im Andringitra-Gebirge in der Provinz Fianarantsoa und im Anosyenne-Gebirge, im Waldgebiet von Marosohy beziehungsweise im Vohimena-Gebirge in der Provinz Toliara. Darüber hinaus sind isolierte Vorkommen bei Ambohitantely nördlich und bei Tsinjoarivo südlich von Antananarivo in der gleichnamigen Provinz belegt. Die Tiere bewohnen weitgehend ungestörte, feuchte tropische Wälder der unteren bis höheren Gebirgsstufen. Die Höhenverteilung reicht von 450 bis 2050 m über dem Meeresspiegel, was innerhalb der Kleintenreks eine der größten Reichweiten ist. Aufgrund dieser extremen Höhenreichweite kommt der Zwergkleintenrek mit zahlreichen anderen Kleintenrekarten des östlichen Madagaskars sympatrisch vor, es sind bisher aber kaum ökologische Differenzierungen oder Nischenbildungen zwischen diesen einzelnen Arten untersucht.

## Lebensweise
Informationen zur Lebensweise des Zwergkleintenreks liegen kaum vor. Die Tiere sind waldbewohnend und bewegen sich am Boden fort, ihre Ernährung basiert laut Isotopenuntersuchungen an einzelnen Individuen aus dem Waldgebiet von Tsinjoarivo auf Insekten. Ein trächtiges Weibchen trug vier Embryonen aus. Milchgebende Weibchen wurden mehrfach im Zeitraum von Oktober bis November beobachtet. Als äußere Parasiten treten Zecken der Gattung Ixodes in Erscheinung, als innerer wurde der Einzeller Eimeria identifiziert.

## Systematik
Der Zwergkleintenrek ist eine Art aus der Gattung der Kleintenreks (Microgale) innerhalb der Familie der Tenreks (Tenrecidae). Die Kleintenreks gehören wiederum zur Unterfamilie der Reistenreks, in die zusätzlich noch die Reiswühler (Oryzorictes) und die Vertreter der Gattung Nesogale (Oryzorictinae) eingeordnet werden. Mit mehr als 20 Arten stellen die Kleintenreks auch das formenreichste Mitglied der Tenreks dar. Einige morphologische Merkmale lassen sie eher ursprünglich innerhalb der Familie erscheinen. Nach molekulargenetischen Analysen entstand die Gattung bereits im Unteren Miozän vor etwa 16,8 Millionen Jahren und diversifizierte sich in der Folgezeit sehr stark. Die heutigen Vertreter besitzen Anpassungen an verschiedene Lebensweisen, so kommen teils unterirdisch grabende, oberirdisch lebende beziehungsweise baumkletternde und wasserbewohnende Formen vor. Der überwiegende Teil der Kleintenreks lebt in den feuchten Wäldern des östlichen Madagaskars, allerdings kommen einige wenige Arten auch in den trockeneren Landschaften des westlichen Inselteils vor. Innerhalb der Gattung können sowohl morphologisch als auch genetisch verschiedene Verwandtschaftsgruppen nachgewiesen werden. Äußerlich ähnelt der Zwergkleintenrek stark dem Gnomkleintenrek (Microgale pusilla), einige Autoren stellten ihn auch in die Nähe des Cowan-Kleintenreks (Microgale cowani) und des Thomas-Kleintenreks (Microgale thomasis). Aus genetischer Sicht ist der Wassertenrek (Microgale mergulus) der nächste Verwandte des Zwergkleintenreks, womit der kleinste und der größte Angehörige der Gattung in einem Schwesternverhältnis stehen.
Unterarten des Zwergkleintenreks sind nicht bekannt. Trotz der weiten Verbreitung wurden bisher auch keine Variationen in Bezug auf Farb- oder Größenunterschiede zwischen den einzelnen Population beobachtet. Möglicherweise ist dies aber mit der geringen Anzahl an untersuchten Individuen der einzelnen Fundlokalitäten erklärbar.
Die wissenschaftliche Erstbeschreibung des Zwergkleintenreks erfolgte durch Guillaume Grandidier im Jahr 1934. Als Grundlage stand Grandidier ein Exemplar zur Verfügung, das zuvor von E. Drouhard aufgesammelt worden war. Grandidier beschrieb das Tier als complètement et intégralement noir („voll und ganz schwarz“). Für das Typusexemplar gab er an, dass es sich um ein ausgewachsenes Männchen handelt, das aus der Nähe von Antsiranana im äußersten Norden von Madagaskar stammt. Das Artepitheton parvula ist lateinischen Ursprungs und bedeutet „klein“. Im Jahr 1987 erkannte dann Ross D. E. MacPhee während einer generellen Revision der Kleintenreks, dass das Typusexemplar aufgrund des Milchgebisses noch ein Jungtier repräsentiert. Zudem argumentierte er, dass die Angabe der Typusfundstelle sehr vage sei und die benannte Region sich aus verschiedenen Landschaftsräumen von trockenen Regionen bis hin zu feuchten Waldgebieten zusammensetzt. Da ein Großteil der Kleintenreks in den Regenwaldgebieten des östlichen Madagaskars heimisch ist, vermutete er daher das Ursprungsgebiet des Typusfundes in den Bergwäldern der Montagne d’Ambre in der Provinz Antsiranana im Norden der Insel.
Bis weit in die 1980er Jahre blieb dieses Individuum das einzige bekannte des Zwergkleintenreks. Ein Jahr nach MacPhees Revision, 1988, beschrieb Paulina D. Jenkins die Art Microgale pulla basierend auf einem Tier aus dem Forêt d’Andrivola 40 km südwestlich von Maroantsetra im nordöstlichen Madagaskar (Provinz Toamasina), das Artepitheton verweist dabei auf die dunkle Fellfärbung (von lateinisch pullus für „dunkelfarbig“). Jenkins gab in ihrer Erstbeschreibung an, dass das Tier aber auch möglicherweise einen Zwergkleintenrek im ausgewachsenen Stadium repräsentieren könnte, was unter anderem in Abweichungen im speziellen Zahnbau bei beiden Formen resultiert. Während einer Forschungsexpedition in die Montagne d’Ambre konnte 1991/1992 erstmals der Zwergkleintenrek in der Bergregion beobachtet werden. Nur wenig später erfolgten auch Sichtungen der Art im Andringitra-Gebirge im südöstlichen Madagaskar, was zu einer deutlichen Erweiterung des Verbreitungsgebietes führte. Eine intensive Forschungskampagne zwischen 1994 und 1996 zum Studium der biologischen Vielfalt Madagaskars erbrachte weitere Nachweise des Zwergkleintenreks unter anderem am Anjanaharibe-Massiv, am Marojejy-Massiv und im Anosyenne-Gebirge. Nachdem die Art so Mitte der 1990er Jahre bereits von rund einem Dutzend Fundlokalitäten belegt werden konnte, führte Jenkins zusammen mit zwei Forscherkollegen im Jahr 1997 eine Neubeschreibung des Zwergkleintenreks durch. Gleichzeitig synonymisierte die Arbeitsgruppe auch die Form Microgale pulla mit Microgale parvula.

## Bedrohung und Schutz
Die größten Bedrohungen für den Zwergkleintenrek sind Habitatverluste durch Waldzerstörung in Folge der Umwandlung in Ackerflächen oder bei der Holzentnahme für Baumaterial. Ebenso haben natürliche Brände einen gewissen Einfluss auf die Bestände. Aufgrund der weiten Verbreitung und der angenommenen großen Population stuft die IUCN die Art als „nicht bedroht“ (least concern) ein. Sie kommt in zahlreichen Naturschutzgebieten vor, so im Nationalpark Andringitra, im Nationalpark Andohahela, im Nationalpark Marojejy und im Nationalpark Montagne d’Ambre.